# 저머니 (인디애나주)
저머니(Germany)는 미국 인디애나주 클라크군의 비법인지구이다.

## 역사
저머니가 뜻하는 독일이 기원인 초기 정착자들 대부분에 의해 이 지명이 선택되었다.